# Abilio Bermúdez
Tomás Abilio Bermúdez Quijije (20 de marzo de 1931 Charapotó, provincia de Manabí - 15 de mayo de 2003, Guayaquil) fue un músico y compositor ecuatoriano, hijo del Sr. José Bermúdez y de la Sra. Antonia Quijije.

## Biografía
Abilio nació en Charapotó, provincia de Manabí el 20 de marzo de 1931. En la escuela sus compañeros de clases les compraban los poemas y las canciones que el escribía y en su pueblo natal aprendió a tocar guitarra, también tocaba el requinto,el bajo, el bandolín, el piano y el violín. A muy temprana edad fue parte del grupo musical Conjunto Bahía y luego del trío Los Soberanos junto a: Pedro Chinga, guitarra; Alfredo Lamar, voz y maracas; y siendo Bermúdez quien tocaba el requinto, era la segunda voz y el que componía los temas.
Bermúdez se instaló en Guayaquil en 1950 a la edad de 19 años, junto a Los Soberanos donde actuaban en teatros y programas radiales los cuales en dicha época se desarrollaban los grandes espectáculos artísticos, y compuso letra y música, alrededor de 200 temas a ritmos de pasillo, bolero y vals, que fueron grabados e interpretados por una variedad de artistas nacionales, y donde también se dedicó a la producción y dirección artística y musical. Bermúdez se casó en Guayaquil con la cantante de música tropical, Elvira Velasco. Entre 1982 a 1986 dirigió la Sociedad de Artistas y Compositores del Ecuador (Sayce), la misma que en los noventa le otorgó una pensión vitalicia de 300 mil sucres, que con la dolarización se convirtieron en tan solo 6 dólares. Falleció el 15 de mayo de 2003 de un infarto cerebral.

## Composiciones musicales destacadas
- Pasillos
  - “Hasta Cuando Corazón”
  - “Mi Regreso”
  - “Una Lágrima y un Adiós”
  - “Por tu Amor que se Fue”
- Bes visitoleros 
  - “Morena Linda”
  - “Tres visitagedia”
  - “Un Bolero para Ti”
  - “Mi Amante”
- Valses
  - “Tú y el Alcohol”
  - “No me Mientas”
  - “Celos”es visit